# Liste der denkmalgeschützten Objekte in Horní Kozolupy
Grundlage dieser Liste der denkmalgeschützten Objekte in Horní Kozolupy ist die ÚSKP-Liste (Ústřední seznam kulturních památek České republiky, deutsch Zentrale Liste der Kulturdenkmäler der Tschechischen Republik), die von der tschechischen Denkmalschutzbehörde NPÚ (Národní památkový ústav, deutsch Nationale Denkmalbehörde) seit 1987 geführt wird und an die seit dem Jahr 1850 geschaffenen Listen anschließt.

## Denkmalgeschützte Objekte nach Ortsteilen

### Očín
| Lage                                                   | Objekt  | Beschreibung | ÚSKP-Nr.                  | Bild |
| ------------------------------------------------------ | ------- | ------------ | ------------------------- | ---- |
| Očín, an der Landstraße nach Horní Kozolupy (Standort) | Kapelle | Kapelle      | 34247/4-1821 Info Katalog | BW   |

### Slavice
| Lage                                                | Objekt                                  | Beschreibung                                                   | ÚSKP-Nr.                  | Bild           |
| --------------------------------------------------- | --------------------------------------- | -------------------------------------------------------------- | ------------------------- | -------------- |
| Slavice, nördlicher Ortsrand (Standort)             | Kapelle                                 | Kapelle                                                        | 44346/4-4769 Info Katalog | Kapelle        |
| Slavice 1, südlicher Ortsteil (Standort)            | Schloss Slavice                         | Schloss                                                        | 44347/4-4722 Info Katalog | weitere Bilder |
| im Wald 1,6 km südöstlich von Slavice ()            | vorgeschichtliche Grabstätte, Hügelgrab | vorgeschichtliche Grabstätte, Hügelgrab, archäologische Spuren | 30267/4-1982 Info Katalog |                |
| auf der Anhöhe am nordöstlichen Ortsrand (Standort) | Kirche hl. Laurentius                   | Kirche hl. Laurentius                                          | 14747/4-1898 Info Katalog | weitere Bilder |

### Strahov
| Lage                                     | Objekt                      | Beschreibung                | ÚSKP-Nr.                  | Bild |
| ---------------------------------------- | --------------------------- | --------------------------- | ------------------------- | ---- |
| Strahov (Standort)                       | Statue hl. Johannes Nepomuk | Statue hl. Johannes Nepomuk | 26382/4-1910 Info Katalog | BW   |
| Strahov, an der Landstraße nach Očínu () | Kreuz                       | Kreuz                       | 24880/4-1911 Info Katalog |      |